# Ingrid Sandahl
Ingrid Sandahl   (Estocolm, 5 de novembre de 1924 - Örebro, 15 de novembre de 2011), de casada Sundell, fou una gimnasta artística sueca que va competir en els anys posteriors a la Segona Guerra Mundial.
El 1948 va prendre part en els Jocs Olímpics d'Estiu de Londres, on fou quarta en la prova del concurs complet per equips del programa de gimnàstica. Quatre anys més tard, als Jocs de Hèlsinki, disputà les set proves del programa de gimnàstica. Guanyà la medalla d'or en la competició del concurs per aparells per equips. En les altres proves destaca la quarta posició en el concurs complet per equips, mentre en les altres proves finalitzà més enllà de la cinquantena posició.
En el seu palmarès també destaca una medalla d'or en el concurs per equips al Campionat del món de gimnàstica artística de 1950. El 1949 es proclamà campiona nacional del concurs complet.